# 王诗玥
王诗玥（1994年4月21日—）是一名中国花样滑冰、冰舞项目运动员。她和她的舞伴柳鑫宇一起获得2017年亚冬会冰舞项目比赛冠军。
2017年，王诗玥和柳鑫宇在芬兰赫尔辛基举行的世界花样滑冰锦标赛上, 排名第十六名，此成绩帮助中国國家代表队在2018年冬季奥林匹克运动会花样滑冰冰舞项目上获得一个参赛席位。